# Тівертон
Тівертон (англ. Tiverton) — місто (англ. town) в США, в окрузі Ньюпорт штату Род-Айленд. Населення — 16 359 осіб (2020).

## Демографія

### Перепис 2010
Згідно з переписом 2010 року, у місті мешкало 15 780 осіб у 6684 домогосподарствах у складі 4532 родин. Було 7446 помешкань
Расовий склад населення:
| - 96,5 % — білих - 0,9 % — чорних або афроамериканців - 0,9 % — азіатів - 0,1 % — корінних американців |

До двох чи більше рас належало 1,3 %. Частка іспаномовних становила 1,2 % від усіх жителів.
За віковим діапазоном населення розподілялося таким чином: 19,0 % — особи молодші 18 років, 61,6 % — особи у віці 18—64 років, 19,4 % — особи у віці 65 років та старші. Медіана віку мешканця становила 46,2 року. На 100 осіб жіночої статі у місті припадало 94,0 чоловіків; на 100 жінок у віці від 18 років та старших — 91,1 чоловіків також старших 18 років.
Середній дохід на одне домашнє господарство становив 94 780 доларів США (медіана — 75 716), а середній дохід на одну сім'ю — 106 840 доларів (медіана — 85 605). Медіана доходів становила 57 533 долари для чоловіків та 51 799 доларів для жінок. За межею бідності перебувало 5,7 % осіб, у тому числі 8,0 % дітей у віці до 18 років та 6,4 % осіб у віці 65 років та старших.
Цивільне працевлаштоване населення становило 8140 осіб. Основні галузі зайнятості: освіта, охорона здоров'я та соціальна допомога — 27,1 %, науковці, спеціалісти, менеджери — 11,4 %, роздрібна торгівля — 11,2 %.

### Перепис 2000
За даними перепису 2000 року
на території муніципалітету мешкало 15 260 людей, було 6 077 садиб.
Густота населення становила 200,7 осіб/км². З 6 077 садиб у 29,6 % проживали діти до 18 років, подружніх пар, що мешкали разом, було 60,2 %,
садиб, у яких господиня не мала чоловіка — 8,8 %, садиб без сім'ї — 27,5 %.
Власники 11,7 % садиб мали вік, що перевищував 65 років, а в 23,1 % садиб принаймні одна людина була старшою за 65 років. Кількість людей у середньому на садибу становила 2,51, а в середньому на родину 2,95.
Середній річний дохід на садибу становив 49 977 доларів США, а на родину — 58 917 доларів США. Чоловіки мали дохід 41 042 доларів, жінки — 29 217 доларів. Дохід на душу населення був 22 866 доларів. Приблизно 2,9 % родин та 4,5 % населення жили за межею бідності.
Медіанний вік населення становив 41 років. На кожних 100 жінок віком понад 18 років припадало 92,6 чоловіків.